# Campionati italiani assoluti di atletica leggera 1912
I VII campionati italiani assoluti di atletica leggera si sono tenuti a Verona, dal 16 al 19 maggio 1912, presso lo Stadio Bentegodi, che aveva la pista con uno sviluppo di 382 metri. Furono assegnati tredici titoli in altrettante discipline, tutti in ambito maschile.
La gara dei 1200 metri siepi fu corsa individualmente con classifica in base ai tempi a causa dello scarso numero di ostacoli. Nel 1912 non si disputarono i campionati italiani di corsa campestre.
Durante la manifestazione Daciano Colbachini batté il record italiano dei 110 metri ostacoli con il tempo di 16"2/5.

## Risultati

### Le gare del 16-19 maggio a Verona
| Specialità                                | Oro                                                                               | Prestazione | Argento                                                                          | Prestazione       | Bronzo                                                                                             | Prestazione   |
| 100 m                                     | Franco Giongo Club Sportivo Padovano                                              | 11"1/5      | Angelo Rossi Club Sportivo Padovano                                              | 11"2/5            | Francesco Bicchi Itala Firenze                                                                     | a 1 metro     |
| 400 m                                     | Franco Giongo Club Sportivo Padovano                                              | 52"1/5      | Angelo Rossi Club Sportivo Padovano                                              | s/t               | Francesco Bicchi Società Sportiva Italia Firenze                                                   | s/t           |
| 1000 m                                    | Emilio Lunghi Sport Club Italia                                                   | 2'42"1/5    | Guido Calvi Società Bergamasca di Ginnastica e Sports Atletici Atalanta          | s/t               | Umberto Oliva Associazione del Calcio di Mantova                                                   | s/t           |
| 5000 m                                    | Alfonso Orlando Società Bergamasca di Ginnastica e Sports Atletici Atalanta       | 16'34"3/5   | Guglielmo Becattini Itala Firenze                                                | n/d               | Guido Veroni Itala Firenze                                                                         | n/d           |
| 10 000 m                                  | Alfonso Orlando Società Bergamasca di Ginnastica e Sports Atletici Atalanta       | 33'35"      | Carlo Speroni Unione Sportiva Busto Arsizio                                      | s/t               | Giacomo Buzzotti                                                                                   | s/t           |
| Mezza maratona (20 km su pista)           | Carlo Speroni Unione Sportiva Busto Arsizio                                       | 1h11'29"2/5 | Guido Veroni Itala Firenze                                                       | a un giro e mezzo | Vittorio Spada Sport Club Italia                                                                   | s/t           |
| Maratona (40 km)                          | Giovanni Beltrandi Atletica Mondovì                                               | 3h10'02"4/5 | Francesco Zivelonghi Fondazione Bentegodi Verona                                 | 3h13'17"3/5       | Ernesto Naborri Post Resurgo Libertas Milano                                                       | 3h18'39"4/5   |
| 110 m hs                                  | Daciano Colbachini Club Sportivo Padovano                                         | 16"2/5      | Alfredo Pagani Società Ginnastica Roma                                           | a 2 metri         | Giovanni Villa Unione Sportiva Milanese                                                            | distanziato   |
| 1200 m siepi                              | Emilio Lunghi Sport Club Italia                                                   | 4'00"3/5    | Massimo Cartasegna Sport Club Italia                                             | 4'00"3/5          | Catullo Zanier Sport Club Italia                                                                   | s/t           |
| Marcia 1500 m                             | Fernando Altimani Unione Sportiva Milanese                                        | 6'31"0      | Donato Pavesi Post Resurgo Libertas Milano                                       | 6'49"3/5          | Mesudroni Salus et Virtus Milano                                                                   | s/t           |
| Marcia 10 000 m                           | Fernando Altimani Unione Sportiva Milanese                                        | 48'20"4     | Mario Vitali Sport Club Italia                                                   | 49'19"0           | Plinio Masini Club Sportivo Padovano                                                               | 52'30"4/5     |
| Marcia 40 km                              | Donato Pavesi Post Resurgo Libertas Milano                                        | 3h57'00"0   | Carlo Cattaneo Agamennone Milano                                                 | a 1 km            | Non assegnata                                                                                      | Non assegnata |
| Staffetta 4×440 iarde                     | Sport Club Italia Roberto Bacolla Massimo Cartasegna Emilio Lunghi Catullo Zanier | 4'00"4/5    | Unione Sportiva Milanese Arturo Porro Beniamino Cairoli Hans Hoz Masetto         | n/d               | Non assegnata                                                                                      | Non assegnata |
| Staffetta olimpionica (200+200+400+809 m) | Sport Club Italia Roberto Bacolla Massimo Cartasegna Emilio Lunghi Catullo Zanier | 3'52"2/5    | Unione Sportiva Milanese Angelo Tonini Angelo Bramani Beniamino Cairoli Hans Hoz | s/t               | Associazione del Calcio di Mantova Angelo Benini Cesare Mariotti Giuseppe De Nicolai Umberto Oliva | s/t           |